# Joe Dassin
Joseph Ira Dassin, cunoscut ca Joe Dassin, (n. 5 noiembrie 1938, New York City, New York, SUA – d. 20 august 1980, Papeete, Franța de peste mări, Franța) a fost un cântăreț și compozitor americano-francez de origine evreiască. Joe Dassin s-a născut la New York, tatăl său fiind regizorul american Jules Dassin, iar mama sa era violonista maghiară Béatrice Launer. A copilărit la New York și Los Angeles. După ce tatăl său a fost trecut pe lista neagră a Hollywoodului în anii 1950, s-a mutat cu familia în Europa.
Și-a făcut studiile la Școala Internațională de la Geneva și la Institutul Le Rosey în Elveția. A revenit apoi în Statele Unite pentru a studia la Universitatea Michigan din Ann Arbor. După colegiu, s-a mutat în Franța, unde s-a angajat la un post de radio. Aici a fost convins de o casă de discuri să-și înregistreze compozițiile.

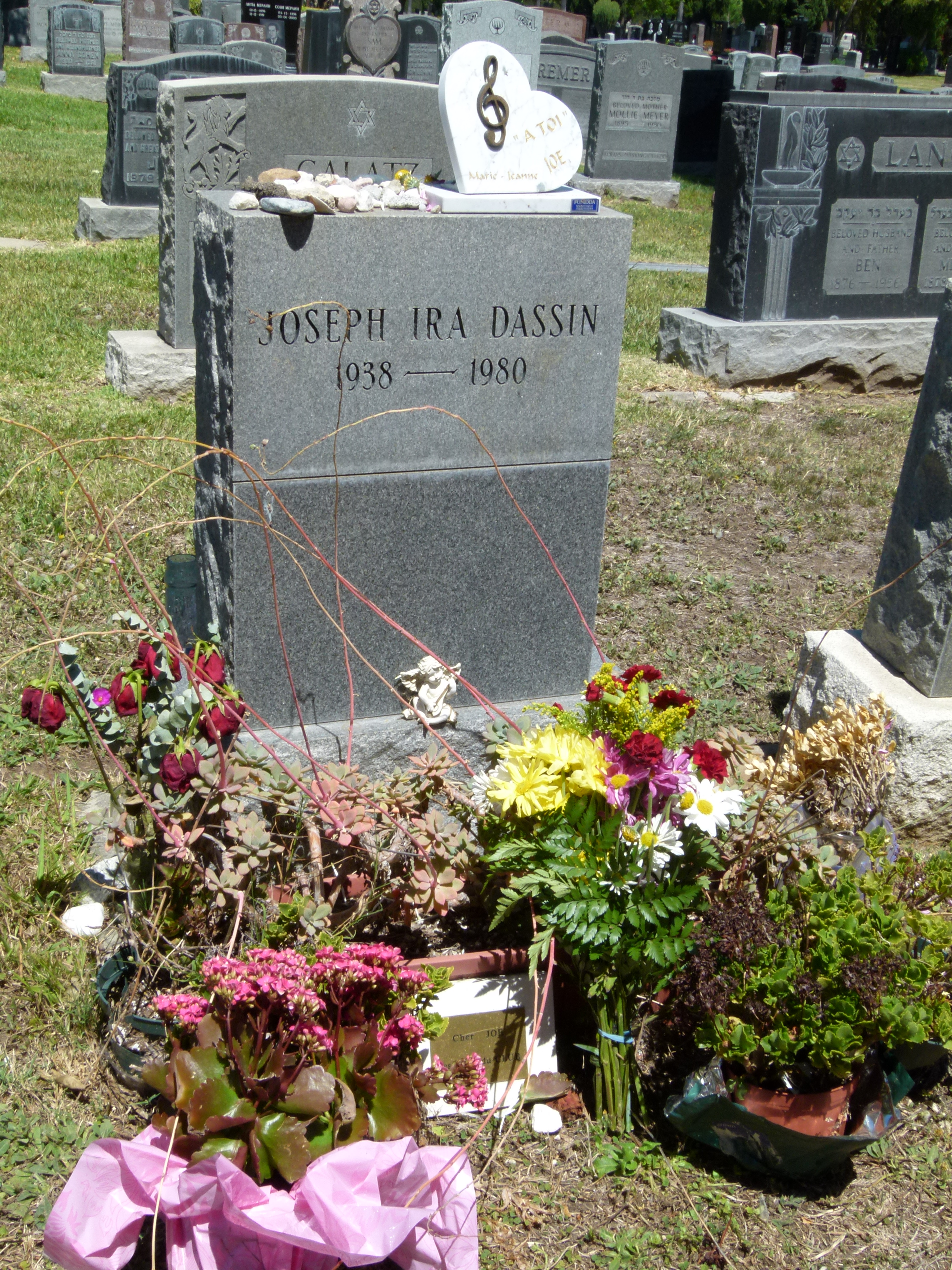
Mormântul lui Joe Dassin

La începutul anilor 1970 cântecele lui Joe Dassin au atins primele poziții ale topurilor din Franța, devenind un artist renumit în această țară. Faptul că era poliglot l-a ajutat să înregistreze cântece și în limbile germană, rusă, spaniolă, italiană și greacă, pe lângă cele în franceză și engleză. 
Joe Dassin s-a căsătorit cu Maryse (al cărei prenume real era Yvette) Massiéra la data de 18 ianuarie 1966, la Paris. Fiul lor, Joshua, s-a născut prematur, cu două luni și jumătate înainte de termen, la data de 12 septembrie 1973, și a murit cinci zile mai târziu. Devastați de tragedie, Joe și Maryse s-au despărțit, divorțul fiind însă pronunțat abia în 1977.
La data de 14 ianuarie 1978, Joe s-a căsătorit cu Christine Delvaux în localitatea Colignac (Var). Au avut împreună doi copii: Jonathan (născut la 14 septembrie 1978) și Julien (n. 22 martie 1980). Christine a încetat din viață în decembrie 1995.
Joe Dassin a murit din cauza unui infarct în timpul unei vacanțe în Tahiti, la data de 20 august 1980. Trupul său este înmormântat în Mausoleul Beth Olen din cimitirul Hollywood Forever în Hollywood, California.

## Discografia
| Album                                               | An   | Cântece |
| --------------------------------------------------- | ---- | --- |
| Je change un peu de vent                            | 1964 | 1. Je change un peu de vent 2. Il a plu 3. Dis-moi, dis-lui 4. Ce n'est pas une fille 5. Isabelle, prends mon chapeau 6. Guantanamera |
| A New York                                          | 1966 | 1. Excuse me lady 2. Sometime lovin 3. Guantanamera 4. Je change un peu de vent 5. Celle que j'oublie 6. Comme la lune 7. Petite mama 8. Joli minou 9. Dans la brume du matin 10. Vive moi 11. Katy cruel 12. Ça m'avance à quoi? |
| Les deux mondes de Joe Dassin                       | 1967 | 1. Les Dalton 2. Pauvre Doudou 3. Tout bébé a besoin d'une maman 4. The last thing on my mind 5. Saint James Infirmary Blues 6. L'ombre d'un amour 7. Paper heart 8. Marie-Jeanne 9. Hello hello! 10. My funny Valentine 11. Viens voir le loup |
| Les Champs-Élysées                                  | 1969 | 1. Le chemin de papa 2. Le petit pain au chocolat 3. Les Champs Élysées 4. Siffler sur la colline 5. Mon village du bout du monde 6. Mé que mé que 7. Un peu comme toi 8. Ma bonne étoile 9. La violette africaine 10. La bande à Bonnot 11. Le temps des oeufs au plat 12. Sunday Times |
| La fleur aux dents                                  | 1970 | 1. La fleur aux dents 2. L'équipe à Jojo 3. C'est bon l'amour 4. Le Portugais 5. Le grand parking 6. Un garcon nommé Suzy 7. Au bout des rails 8. Un petit air de musique 9. La luzerne 10. Un cadeau de papa 11. Je la connais si bien 12. L'Amérique |
| Elle était oh!...                                   | 1971 | 1. La ligne de vie 2. La mal-aimée du courrier du coeur 3. Bye bye Louis 4. Allez, roulez! 5. Sylvie 6. Les joies de la cuisine 7. Elle était oh...! 8. Le chanteur des rues 9. À la santé d'hier 10. Pauvre Pierrot 11. Si tu peux lire en moi 12. Le général a dit |
| Joe                                                 | 1972 | 1. La complainte de l'heure de pointe 2. Un peu de paradis 3. Louisiana 4. Julie, Julie 5. Le roi du blues 6. Taka takata 7. Le moustique 8. Salut les amoureux 9. Ma nana 10. Vaya-na-cumana 11. C'est ma tournée 12. S'aimer sous la pluie |
| 13 chansons nouvelles                               | 1973 | 1. A chacun sa chanson 2. On s'en va 3. Dédé le kid 4. Pourquoi pas moi? 5. Allons danser, Valerie 6. Les plus belles années de ma vie 7. La dernière page 8. Qu'est-ce que j'ai pu faire hier soir? 9. Quand on a seize ans 10. Oh la la! 11. Ton côtè du lit 12. Quand on a du feu 13. Fais-moi de l'électricité |
| Si tu t'appelles Mélancolie                         | 1974 | 1. Si tu t'appelles Mélancolie 2. Vade retro 3. Messieurs les jurés 4. Six jours à la campagne 5. L'amour etc 6. Entre deux adieux 7. Le service militaire 8. Annie de l'année dernière 9. Marie-Madeleine 10. Je te crois 11. Ce n'est rien que du vent 12. Ma dernière chanson pour toi |
| A l'Olympia                                         | 1974 | 1. L'Amérique ( ouverture ) 2. A chacun sa chanson 3. Salut les amoureux 4. Le moustique 5. On s'en va 6. Quand on a seize ans 7. Ton côtè du lit 8. Le berger ( sketch ) 9. Sweet Georgia Brown ( duo de flutes dans le nez avec Jean Hebrard ) 10. Pot-pourri américain 11. Les plus belles années de ma vie 12. Dede le kid 13. Quand on a du feu 14. C'est la vie, Lily 15. Marie-Jeanne 16. Fais-moi de l'électricité 17. Pot-pourri francais 18. L'Amérique |
| Le costume blanc                                    | 1975 | 1. Et si tu n'existais pas 2. Il faut naître à Monaco 3. Chanson triste 4. Le costume blanc 5. L'albatros 6. Alors c'est qu'est-ce que c'est? 7. Ca va pas changer le monde 8. Salut 9. Carolina 10. C'est la nuit 11. Ma musique 12. Piano mécanique |
| Le Jardin du Luxembourg                             | 1976 | 1. Le Jardin du Luxembourg 2. Il était une fois nous deux 3. À toi 4. Le café des trois colombes 5. Comme disait Valentine 6. Laisse-moi dormir 7. Que sont devenues mes amours? |
| Les femmes de ma vie                                | 1978 | 1. La femme idéale 2. La première femme de ma vie 3. Noisette et Cassidy 4. La demoiselle de déshonneur 5. Dans les yeux d'Emilie 6. Quand on sera deux 7. Maria 8. Mon copain Julie 9. Marie-Ange 10. J'ai craqué 11. Petit ballon 12. La rue Marie-Laurence |
| 15 ans déjà                                         | 1979 | 1. La vie se chante, la vie se pleure 2. Un lord anglais 3. Toi, le refrain de ma vie 4. Qu'est-ce que tu fais de moi? 5. Pour le plaisir de partir 6. Happy Birthday 7. La fan 8. Coté banjo, coté violon |
| Blue country (English version: Home made ice cream) | 1979 | 1. Blue country (Home made ice cream) 2. Faut pas faire de la peine à John (You don't mess around with Jim) 3. Un baby, bébé 4. On se connaît par coeur 5. La saison du blues 6. Polk salad Annie 7. La fille du shérif 8. Joe Macho 9. Si je dis je t'aime 10. Le marché aux puces (The guitar don't lie) |
| Little Italy                                        | 1982 | 1. Ouverture: Le hold-up (introduzione: rapina) 2. Joe: regarde toi (La corte) 3. Marcella: Et l'amour (E l'Amore) 4. Joe: Quand la chance passe (Casino) 5. Marcella: La mer (Mare) 6. Marcella: Tant pis pour moi (Giusto o no) 7. Joe: Je viens comme un voleur (Il posto giusto) 8. Duo: La fete (la festa) 9. Joe: Sandy (Sandy) 10. Duo: Apres la fête (Jesus) 11. Joe: C'est fini 12. Joe: A mon fils (Sebastian) 13. Duo: Martine (Martina)               |